# Idillio (film)
Idillio, il cui sottotitolo è L'infinito di Giacomo Leopardi, è un film del 1980 diretto da Nelo Risi, dedicato alla stagione leopardiana degli idilli e in particolare basato sui 15 versi de L'infinito (1819) e sulla vita recanatese del poeta in quel periodo.

## Trama
Il poeta, nella sua quotidianità fatta di studio nella biblioteca paterna e di uscite nel paesaggio idillico marchigiano, è seguito nella gestazione di quei pensieri infiniti che lo portano a scrivere la sua poesia più celebre.

## Regia
Il film è stato girato interamente a Recanati, soprattutto tra il monte Tabor (cioè il colle de L'infinito) e l'interno del palazzo dei conti Leopardi, anticipando di oltre trent'anni il lavoro di Mario Martone, Il giovane favoloso (2014).
Anche sul versante poetico della propria attività artistica, Risi ha riservato un posto di rilievo tra i propri modelli letterari a Leopardi: nella raccolta coeva I fabbricanti del «bello» (1982) lo ritrae nella poesia «Solo e senza stella in un mare infinito».

## Critica
Vincenzo Guarracino, su poesia.corriere.it, dopo aver ricordato come Risi non fosse nuovo a film desunti da vicende letterarie esemplari, come quelli degli anni '70 su Rimbaud e Manzoni, descrive la pellicola leopardiana in questi termini:
«In questa linea, quella cioè della visitazione filologica e al tempo stesso poetica e creativa, Idillio è un film che rilegge la figura del Recanatese, interpretato egregiamente dall’attore Mattia Sbragia, con un taglio molto particolare.  Nel rispetto infatti della sua biografia tende a mettere in risalto gli stretti legami tra vita e opera, attraverso una serie di quadri, in cui acquista un ruolo centrale il momento ispirativo del canto in questione. A questo scopo, più che su una trama di fatti, si punta dunque sulla resa di certe atmosfere attraverso la rivisitazione di luoghi reali (il Palazzo dei Conti Leopardi, a Recanati, il Monte Tabor) fissati in una sorta di istante eterno, di perenne presente, tanto da apparire rarefatti e simbolici, metafisici ed allusivi.»
In linea con Guarracino è il ricercatore Matteo Veronesi, nel definire «splendida, partecipe e insieme misurata, in bilico fra identificazione e straniamento, immune dal grottesco e dalla deformazione, l'interpretazione di Mattia Sbragia nel ruolo del poeta».
Seppure sensibile nell'apprezzare l'intreccio tra poesia e vita messo in scena da Risi, si oppone a un giudizio positivo il critico Luigi Blasucci:
«Non so se sia stato richiamato da qualcuno, a proposito del Giovane favoloso (titolo che non mi piace, e comunque in contrasto con gli urli), il film di Nelo Risi intitolato Idillio, del 1980, dedicato a Leopardi e subito, a quantomi risulta, dimenticato. Anche lì si tentava di porre in scena il personaggio: con risultati, se ben mi ricordo, ancora più grotteschi. Nelo Risi era (è) un poeta: e debbo dire che il suo tentativo di affrontare in presa diretta la composizione poetica di un capolavoro come L’infinito era tutt’altro che banale: si sentiva un ronzio di parole che sciamavano nella mente del poeta, tra cui quelle da scegliere per l’inizio del grande idillio. Vivaddio, qualcuno si ricordava che il testo, anzi le parole, sono le vere protagoniste della poesia! Ma, se mi ricordo bene, tutto finiva in quel conato di rappresentazione, e per il resto colui che agiva sulla scena era un giovane nevrotico in preda ai suoi tic, ancora più improbabile di quello di Martone.»